# Петерсонс, Юлий
Ю́лий Пе́терсонс (латыш. Jūlijs Pētersons, 19 ноября 1880 — 8 августа 1945) — латвийский драматург.

## Биография
Юлий Петерсонс родился 19 ноября 1880 года в Бломской волости (нынешний Смилтенский край Латвии).
Учился на медицинском факультете Московского университета (1906—1909). Работал редактором журнала «Дадзис» (1912), редактором журнала «Лиетувенс» (1913—1915 и 1917), судебным приставом. С 1919 года владелец типографии.
Один из подписантов Меморандума Центрального Совета Латвии от 17 марта 1944 года.
В 1944 году был арестован и депортирован на территорию РСФСР. Умер 8 августа 1945 года в городе Канск Красноярского края.
Сын — латвийский режиссёр и драматург Петерис Петерсонс.

## Творчество
Помимо драматургии, отличавшейся социальной направленностью и ироничным отношением к так называемому «высшему свету», писал рассказы, переводил работы Кнута Гамсуна и Герхарта Гауптмана.
В разные годы на сцене латышских театров шли его пьесы «Жестокие души» (1909), «Идеальное общество» (1916), «Умные люди» (1923), «Люди, бегущие от себя» (1929), «Приблудившиеся котята» (1931), «Трещина на паркете» (1936), «Низкий дух» (1939).